# Campagnol des Tatras
Microtus tatricus
Espèce
Synonymes
- Microtus (Microtus) tatricus (Kratochvíl, 1952)[2]
- Microtus zykovi Zagorodnyuk, 1989[3]
- Pitymys tatricus[2]

Statut de conservation UICN

 LC  : Préoccupation mineure
Le Campagnol des Tatras (Microtus tatricus) est une espèce de rongeurs endémique des Carpates en Slovaquie, Pologne, Roumanie et Ukraine.

## Sous-espèces
Deux sous-espèces ont été identifiées :
- Microtus tatricus tatricus
- Microtus tatricus zykovi